# Asteropteron
Asteropteron is een geslacht van kreeftachtigen uit de klasse van de Ostracoda (mosselkreeftjes).

## Soort
- Asteropteron fuscum (Mueller, 1890) Skogsberg, 1920